# Туфаново (станция, Вологодская область)
Туфаново — жд станция в Грязовецком районе Вологодской области.
Входит в состав Комьянского муниципального образования, с точки зрения административно-территориального деления — в Комьянский сельсовет.
Расстояние по автодороге до районного центра Грязовца — 24,4 км, до центра муниципального образования Хорошево — 6,5 км. Ближайшие населённые пункты — Аграфенка, Большое Денисьево, Малое Денисьево.
По переписи 2002 года население — 49 человек (21 мужчина, 28 женщин). Преобладающая национальность — русские (98 %).